# Astra HD8
La série Astra HD 8 est une gamme de camions lourds et extra lourds, porteurs et tracteurs de semi-remorques de chantier et pour convois exceptionnels, fabriquée par le constructeur italien Astra SpA, filiale du groupe Iveco, à partir de 2005.
Cette gamme remplace la précédente gamme de véhicules de chantier, la gamme HD7 avec la série 7c.
Elle en conserve la robustesse des productions Astra qui en a fait la réputation de la marque depuis l'origine, alliée à une nouvelle cabine en fibre de verre. Son châssis est homologué pour des charges de 40 t dans la version porteur 8x4 et 56 t en version tracteur semi-remorque, conformément au code de la route en Italie et dans les pays acceptant ces charges peu communes et monte jusqu'à 121 t pour les convois exceptionnels.
Note : sur route, en France, ce véhicule serait limité (en 2017) à 32 t dans la version porteur 8x4 et 40 t en version semi-remorque.
La gamme de véhicules HD 8, grâce à leurs particularités et au large éventail de configurations disponibles, sont des véhicules adaptés à tout type de travaux, du transport de matériaux inertes avec benne basculante, au transport de béton avec bétonnière et pompe à béton jumelée ainsi que les transports tout-terrain et exceptionnels.
La gamme HD8 comprend :
- onze configurations de châssis, du camion au tracteur et du 4x2 au 8x8 ;
- deux moteurs Iveco Cursor 8 et 13 avec onze puissances de 310 ch à 560 ch DIN Euro 5 (Euro 3 pour certains marchés hors UE) ;
- huit transmissions, manuelles à 16 rapports Direct Drive ou Over Drive, automatisées Astronic 16 rapports, automatiques et 16 rapports Transmatic avec convertisseur de couple WSK400 ou WSK440 ;
- quatre types de cabines, longue ou courte, avec conduite à gauche ou à droite selon l'usage et le marché de référence.

## Véhicules de chantier en Italie
Le marché des véhicules de chantier a toujours été très particulier, en Italie. Compte tenu du code de la route qui permet à ces véhicules de circuler avec 33 t sur trois essieux en 6x4, 40 t en version 8x4, avec un gyrophare sur le toit de la cabine lorsqu'il est en charge. Les HD9, comme les séries précédentes HD8 et HD7/c sont des véhicules facilement adaptables, en benne ou en malaxeurs avec systématiquement une pompe à béton.
Doté du fameux moteur 6 cylindres en ligne Iveco Cursor 13 de 12 882 cm3 de cylindrée développant jusqu'à 560 ch DIN. Il dispose d'un couple maximum de 2 500 N m sur la plage de 1 000 à 1 440 tr/min.
Conçu pour répondre aux exigences de toutes les missions extrêmes, sur route comme en tout-terrain, pour des charges de 33 à 121 t, on peut vérifier la formidable réputation de robustesse et de fiabilité de la marque.
Décliné en porteur en version 4x2, 4x4, 6x4, 6x6, 8x4, 8x6 et 8x8 et tracteur, il sert aussi de base pour le spécialiste italien SIVI pour ses versions spéciales pour les transports exceptionnels. Il est aussi transformé pour satisfaire aux exigences des cahiers des charges des nombreuses armées.
La principale caractéristique de ce camion polyvalent est le nombre de possibilités presque illimitées de personnalisation, plus de 100 selon le constructeur. La nouvelle cabine du HD8 résume le caractère original du véhicule. Elle est construite en acier haute résistance traité et offre un design nouveau et agressif. La nouvelle grille de calandre s'ouvre entièrement avec les éléments de coin connectés, pour permettre d'accéder facilement aux organes à maintenir.
Une variante type désert est aussi disponible pour chaque type de configuration, équipée de pneumatiques 24.00 R 20.5 basse pression.

## Gamme Astra HD8 / HHD8
La gamme Astra HD 8 et HD 8E est vaste. Conforme à la norme Euro 5, elle se compose de modèles 4x2, 4x4, 6x4, 6x6, 8x4, 8x6 et 8x8, en versions porteur et tracteur :
| Modèles Euro 5                     | Config.       | Moteur                                 | Cylindrée (cm3) | Puissance (ch DIN / kW à 1 900 tr/min)                            | PTC / PTRA (t) |
| ---------------------------------- | ------------- | -------------------------------------- | --------------- | ----------------------------------------------------------------- | -------------- |
| 42.31 42.38 42.42 42.44 42.48      | Porteurs 4x2  | Iveco Cursor 8 F2B Iveco Cursor 13 F3B | 7 790 12 882    | 310 (228) à 2 400 380 (280) à 1 900 420 (310) 440 (324) 480 (353) | 21,0 / 55,0    |
| 42.31T 42.38T 42.42T 42.44T 42.48T | Tracteurs 4x2 | Iveco Cursor 8 F2B Iveco Cursor 13 F3B | 7 790 12 882    | 310 (228) à 2 400 380 (280) à 1 900 420 (310) 440 (324) 480 (353) | - / 55,0       |
| 44.31 44.38 44.42 44.44 44.48      | Porteurs 4x4  | Iveco Cursor 8 F2B Iveco Cursor 13 F3B | 7 790 12 882    | 310 (228) à 2 400 380 (280) à 1 900 420 (309) 440 (324) 480 (353) | 20,0 / 55,0    |
| 44.31T 44.38T 44.42T 44.44T 44.48T | Tracteurs 4x4 | Iveco Cursor 8 F2B Iveco Cursor 13 F3B | 7 790 12 882    | 310 (228) à 2 400 380 (280) à 1 900 420 (310) 440 (324) 480 (353) | - / 55,0       |
| 64.38 64.42 64.44 64.48 64.54      | Porteurs 6x4  | Iveco Cursor 13 F3B                    | 12 882          | 380 (280) à 1 900 420 (310) 440 (324) 480 (353) 540 (397)         | 40,0 / 104,0   |
| 64.38T 64.42T 64.44T 64.48T 64.54T | Tracteurs 6x4 | Iveco Cursor 13 F3B                    | 12 882          | 380 (280) à 1 900 420 (310) 440 (324) 480 (353) 540 (397)         | 40 / 104,0     |
| 66.38 66.42 66.44 66.48 66.54      | Porteurs 6x6  | Iveco Cursor 13 F3B                    | 12 882          | 380 (280) à 1 900 420 (310) 440 (324) 480 (353) 540 (397)         | 40,0 / 104,0   |
| 66.38T 66.42T 66.44T 66.48T 66.54T | Tracteurs 6x6 | Iveco Cursor 13 F3B                    | 12 882          | 380 (280) à 1 900 420 (310) 440 (324) 480 (353) 540 (397)         | 41,0 / 104,0   |
| 84.38 84.42 84.44 84.48 84.54      | Porteurs 8x4  | Iveco Cursor 13 F3B                    | 12 882          | 380 (280) à 1 900 420 (310) 440 (324) 480 (353) 540 (397)         | 50,0 / 104,0   |
| 86.44 86.48 86.54                  | Porteurs 8x6  | Iveco Cursor 13 F3B                    | 12 882          | 440 (324) 480 (353) 540 (397)                                     | 50,0 / 104,0   |
| 88.50 88.54                        | Porteurs 8x8  | Iveco Cursor 13 F3B                    | 12 882          | 480 (353) 540 (397)                                               | 50,0 / 104,0   |

### Versions export
Pour certains marchés étrangers avec des législations différentes, Astra SpA a élargi son offre avec des modèles adaptés aux exigences locales comme les versions désert 4x4 - 6x6 ou 8x6.

### Véhicules spéciaux
Le constructeur italien a toujours réalisé des véhicules spéciaux, adaptés à la demande de ses clients pour des utilisations particulières, hors gabarit routier et pour transports ultra exceptionnels, avec le concours de sa branche jumelle SIVI.